# Les Crosets
Les Crosets é uma estância de esqui situado no vale de Illiez no cantão do Valais na Suíça.

## Turismo
Inteiramente dedicada aos desportos de inverno Les Crosets é uma das 12 estações que fazem parte do domínio esquiável das Portes du Soleil. 
A 1 668 m de altitude e a 9 Km de vale de Illiez conta com pistas de esqui que partem dos 2 277 m como a da Pointe des Mossettes.